# 锡基西克鳄属
錫基西克鱷屬，是钩鼻鳄亚科的一屬，存在於中新世。锡基西克鳄属有着哥伦比亚钩鼻鳄（Gryposuchus colombianus）的特征，但同时也具有胸甲鳄属（thoracosaurus）及始长吻鳄（eogavialis）的特征。
委内瑞拉锡基西克鳄（S. venezuelensis）是已發現的品種，有近乎不完整的头骨、下颌及相关的颅后化石，颅骨占去颌骨的60%，上颌每边至少具有20颗牙齿。